# A Viagem da Vida

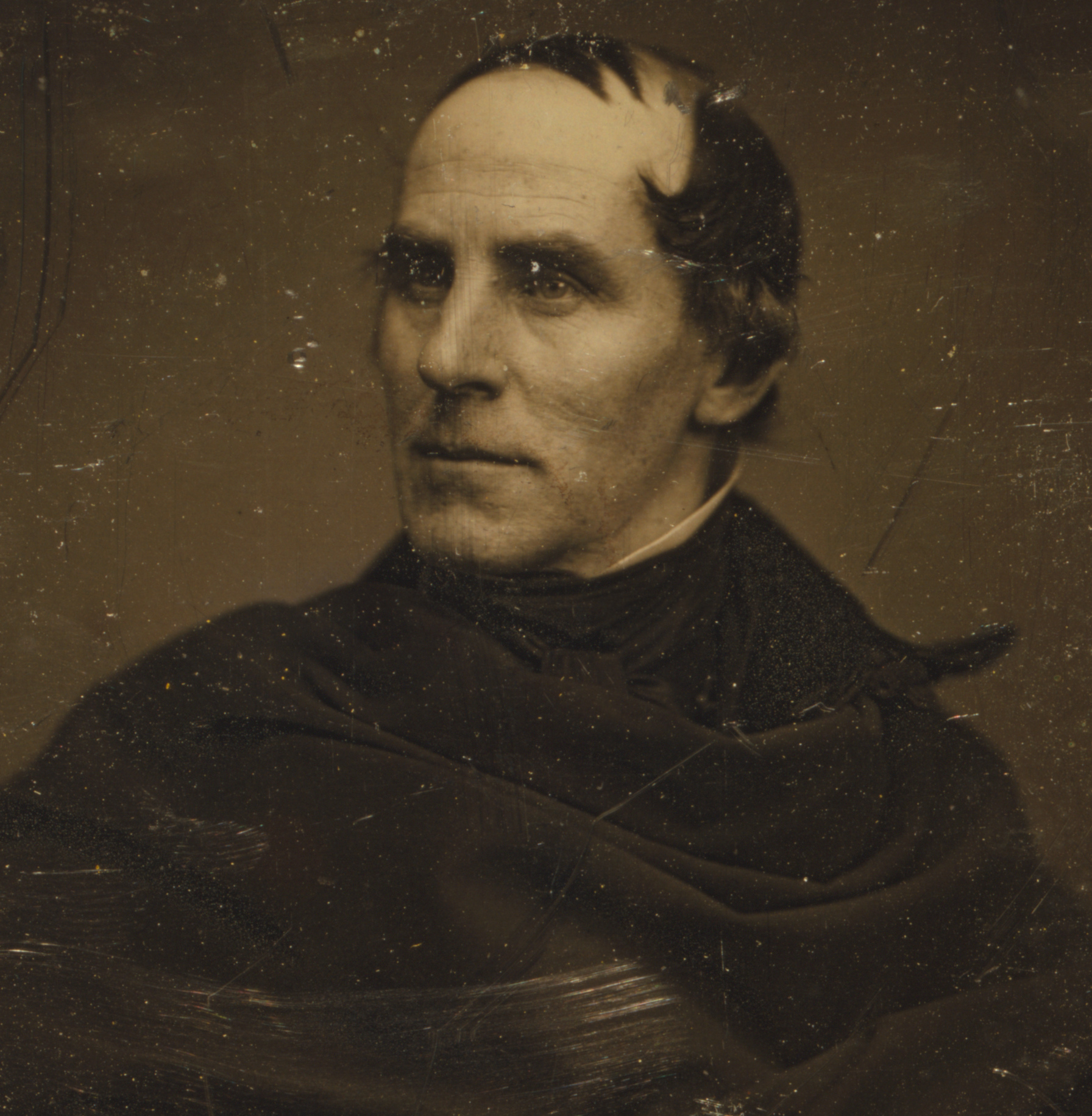
Thomas Cole, c. 1844-48

The Voyage of Life (A Viagem da Vida, em português) é uma série de pinturas criadas por Thomas Cole, em 1842, representando uma alegoria dos quatro estágios da vida humana: infância, juventude, maturidade e velhice. As pinturas retratam um viajante que viaja em um barco em um rio. Em cada pintura a viajante passeia de barco no Rio da Vida, acompanhado por um anjo da guarda. A paisagem, cada uma refletindo uma das quatro estações do ano, desempenha um papel importante na transmissão da história. A cada pintura a direção do barco é invertida a partir da imagem anterior. Na infância, a criança desliza de uma caverna escura em uma rica paisagem verde. Como um jovem, o rapaz toma o controle do barco e aponta para uma brilhante castelo no céu. Na idade adulta, o adulto depende da oração e da fé religiosa para sustentá-lo através de águas turbulentas e a ameaça da paisagem. Finalmente, o homem torna-se velho e o anjo orienta-lo para o céu sobre as águas da eternidade.

## Fundo
Thomas Cole, é considerado o fundador da Hudson River School, um movimento artístico americano que floresceu em meados do século XIX e estava preocupado com um realista e detalhado retrato da natureza, mas com uma forte influência do Romantismo. Este grupo de Americanos pintores de paisagens trabalhadas, entre cerca de 1825 e 1870, e compartilhavam um sentimento de orgulho nacional, bem como um interesse em celebrar a beleza natural única encontrado nos Estados Unidos. A natureza selvagem encontrada na América era visto como tendo um caráter especial; a Europa tinha ruínas antigas, mas a América tinha o deserto desconhecido. William Cullen Bryant, um amigo de Cole, manifestava sua arte em verso, enquanto Cole manifestava-se em pinturas. Ambos os homens viam a natureza como obra de Deus e como um refúgio contra o feio e o materialismo das cidades. Cole claramente destinou A Viagem da Vida, para ser didático e moralista. Uma série de pinturas tendo a paisagem como uma alegoria para a fé religiosa.
Ao contrário da primeira grande série de Cole, The Course of Empire (O Curso do Império), que incidiu sobre os estágios da civilização como um todo, A Viagem da Vida é uma série mais pessoal e cristã, uma alegoria que interpreta visualmente a viagem do homem através de quatro fases de vida: infância, juventude, maturidade e velhice. Feitas sob encomenda, as obras acabadas geraram um desentendimento com o proprietário sobre uma exposição pública. Em 1842, quando Cole a fez em Roma, ele fez uma segunda exposição da série, que em seu retorno à América foi aclamada com muitos elogios.[carece de fontes?]
O primeiro conjunto está no Munson-Williams-Docente do Instituto de Artes em Utica, Nova York, e o segundo conjunto está na Galeria Nacional de Arte em Washington, D.C.

## Obras

### Infância
Na primeira pintura, a Infância, todos os elementos importantes da história da série são introduzidas: o viajante, o anjo, o rio e a paisagem expressiva. Uma criança é seguramente abrigada em um barco guiado por um anjo. A paisagem é exuberante; tudo é calmo e banhado no sol quente, refletindo a inocência e a alegria da infância. O barco desliza para fora de uma caverna escura e escarpadas que Cole descreveu como "emblemático da nossa origem terrestre, e o Passado misterioso." O rio é liso e estreito, simbolizando as  experiências da infância. A figura na proa possui uma ampulheta que representa o tempo.

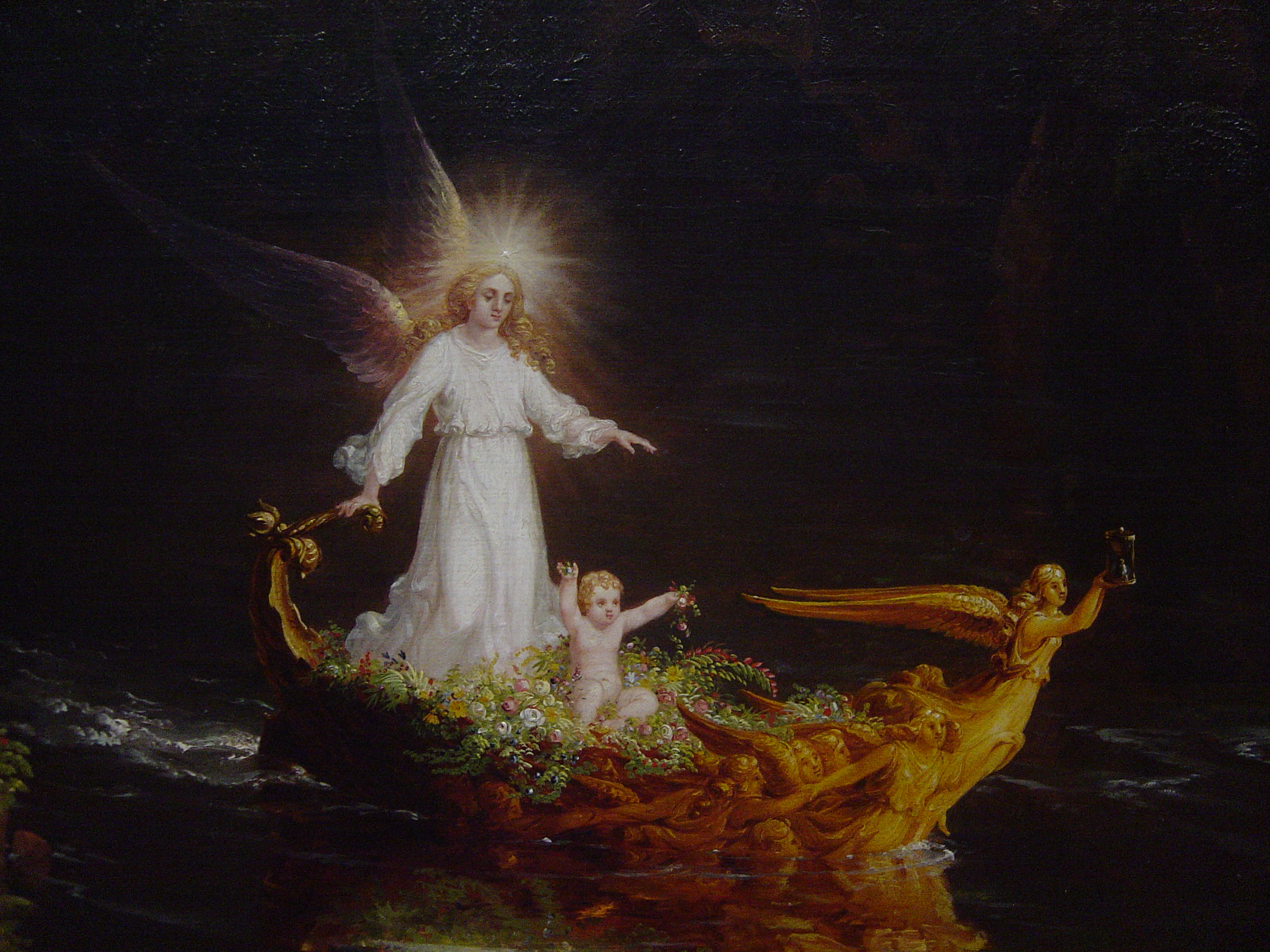
Detalhe de Thomas Cole A Viagem da Vida: Infância: O barco, menino, e o anjo sobre a água.

### Juventude
A segunda pintura, Juventude, mostra a mesma paisagem, verde rico, mas aqui a visão se alarga como o faz experimentar o viajante. Agora o juventude pega o leme firme como o anjo de relógios e as ondas da costa, permitindo-lhe assumir o controlo. O entusiasmo do menino e de energia é evidente em sua frente empurrando posar e sair roupas. Na distância, um castelo fantasmagórico paira no céu, um farol branco e brilhante que representa as ambições e os sonhos do homem.

### Maturidade
A terceira parte da renomada série de quatro de Cole traça a jornada de um arquétipo do herói ao longo do "Rio da Vida". Com confiança, assumindo o controle de seu destino e alheio aos perigos que esperam por ele, o viajante corajosamente se esforça para chegar a um castelo, o emblemático dos devaneios de "Juventude" e suas aspirações de glória e fama. Como o viajante se aproxima de sua meta, o nunca-mais-fluxo turbulento se desvia do seu curso e inexoravelmente leva ele para a imagem seguinte na série, onde a natureza do fúria, demônios, e auto-dúvida, vai ameaçar sua própria existência. Somente a oração, Cole sugere, pode salva-lo a partir de um escuro e trágico destino.

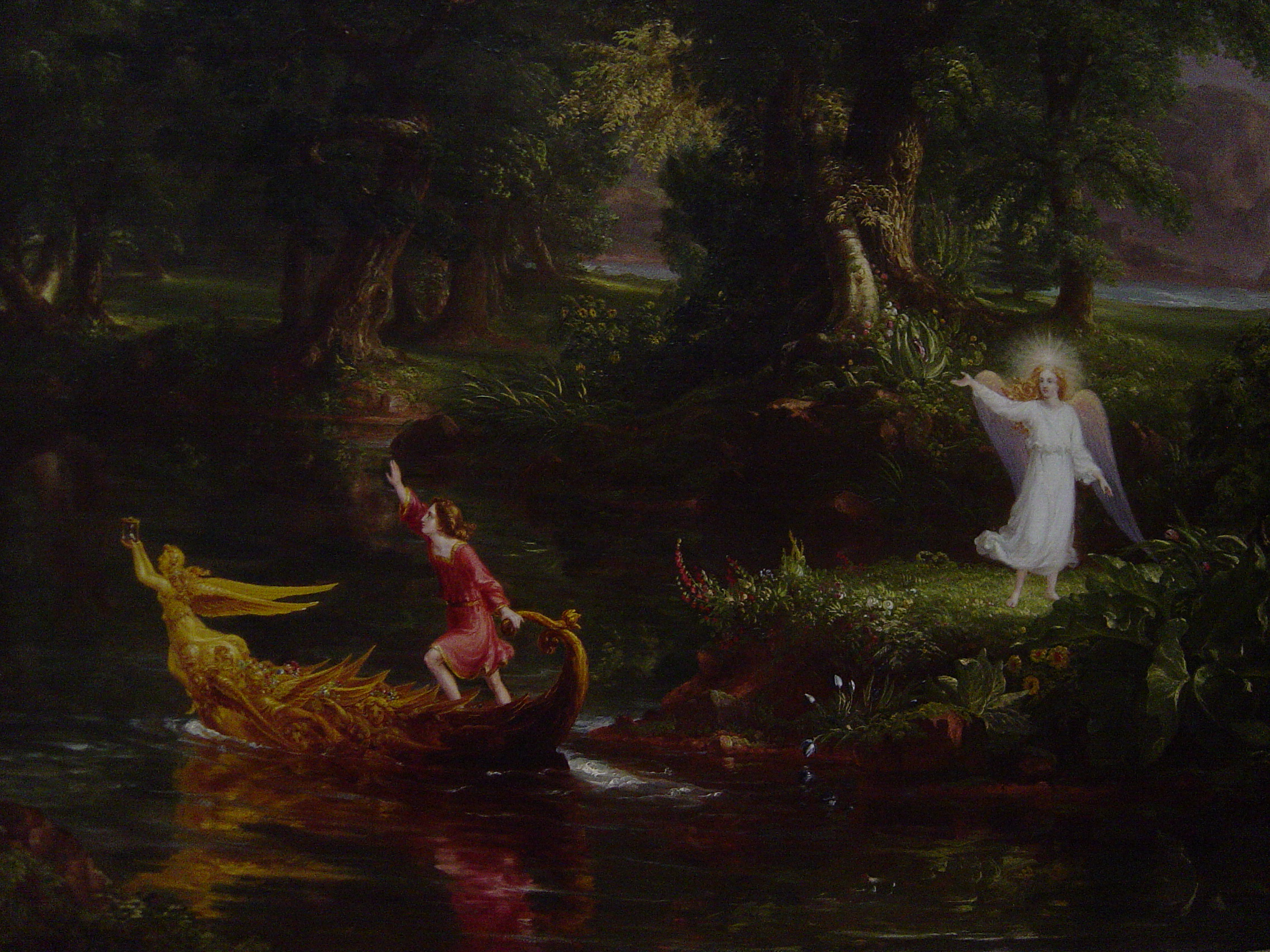
Detalhe de Thomas Cole A Viagem da Vida: Juventude: mostra o menino de embarcar no barco; o anjo ordena-o a despedida da costa.

### Velhice

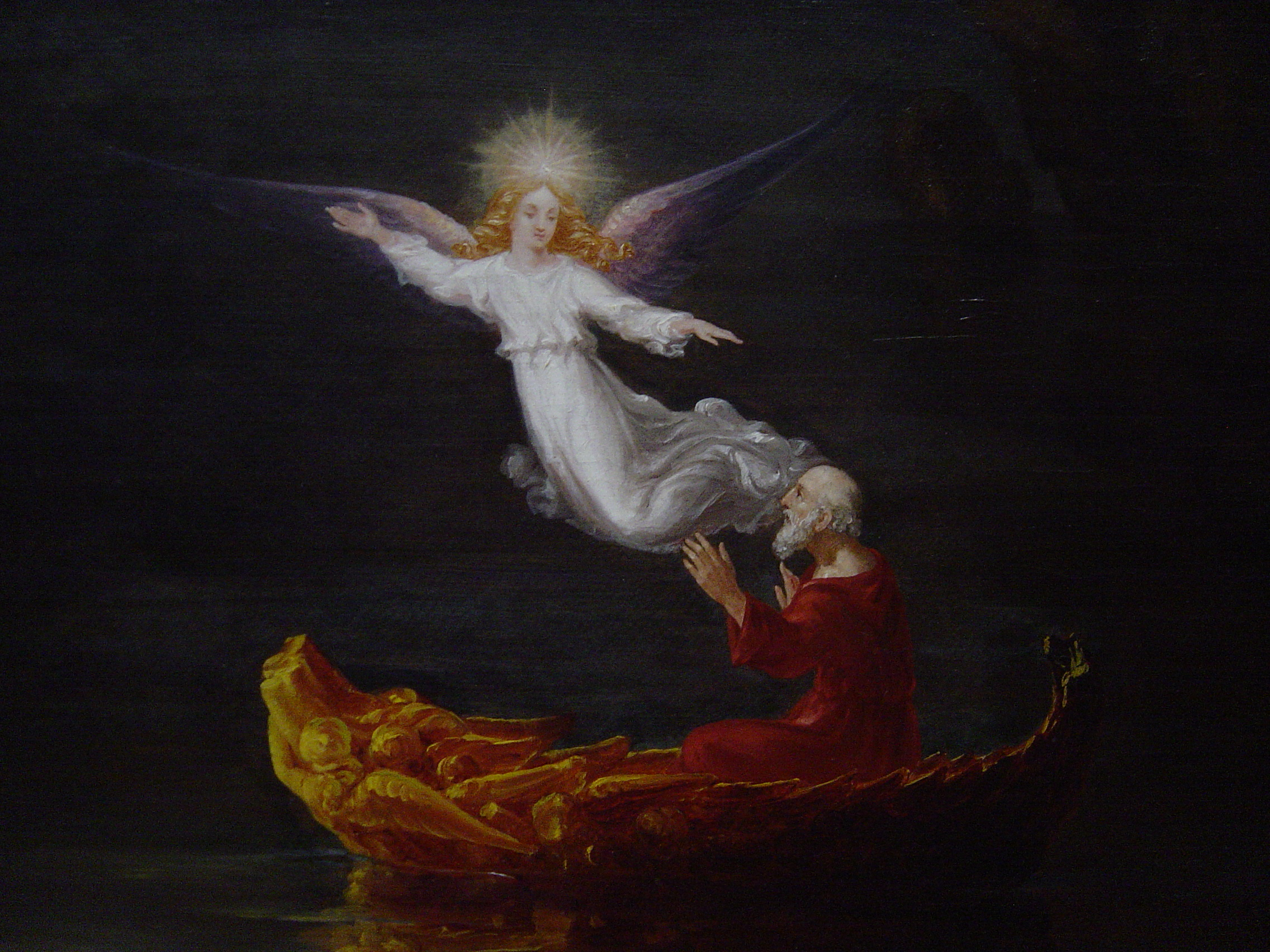
Detalhe de Thomas Cole A Viagem da Vida: a velhice: O homem no barco, com o anjo.

A pintura final, a velhice, é uma imagem da morte. O homem envelheceu; ele tem sobrevivido as provações da vida. As águas se acalmaram; o rio corre para as águas da eternidade. A figura de ampulheta está em falta devidos a avarias no barco; a idade do viajante indica o fim de sua vida terrena. À distância, os anjos estão descendo do céu, enquanto o anjo da guarda paira perto, apontando para os outros. O homem é, mais uma vez feliz com o conhecimento de que a fé tem apoiado ao longo da vida. A paisagem é praticamente desaparecida, apenas alguns ásperas rochas representam a borda do mundo terreno, e água escura se estende diante. Cole descreve a cena: "As correntes da existência corpórea estão caindo; e já que a mente tem vislumbres da Vida Imortal."

## Importância Cultural
A Viagem da Vida , foi bem recebida pela crítica e pelo público; os Estados Unidos estavam enfrentando o renascimento religioso , às vezes conhecido como Segundo Grande Despertamento. As quatro pinturas foram convertidos de gravuras por James Smillie (1807-85) depois da morte de Cole e as gravuras amplamente distribuídas a tempo para o Terceiro Grande Despertamento, dando à série o prestígio e a aclamação popular que mantém atualmente.